# غاليمار

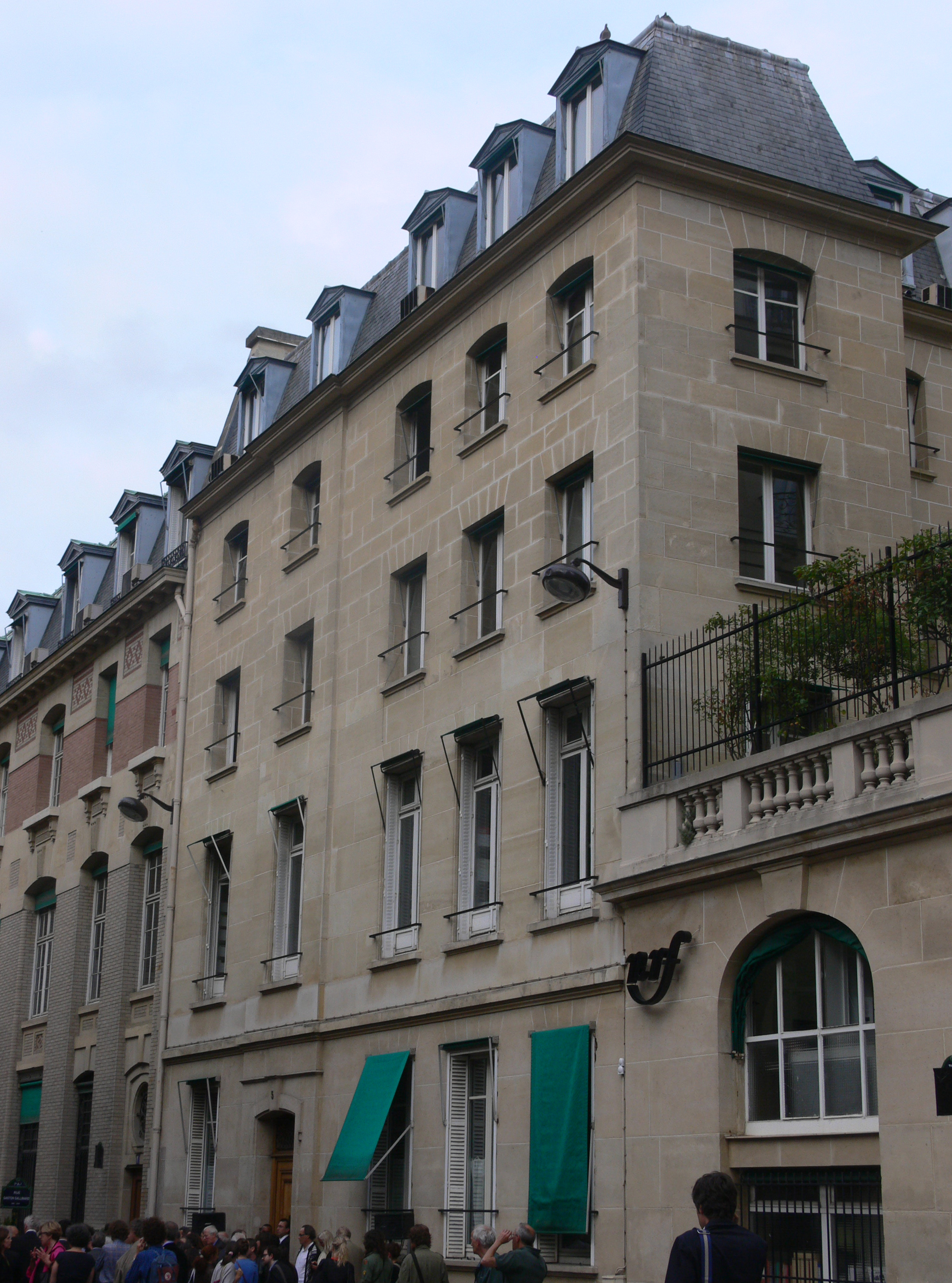
مقر دار غاليمار في شارع غاستون غاليمار بباريس

دار غاليمار للنشر (بالفرنسية: Éditions Gallimard) هي دار نشر فرنسية كبرى. في عام 2003 بلغ عدد العناوين التي نشرتها غاليمار والشركات التابعة لها 1418 عنوانًا. وصفتها صحيفة الغارديان بأنها تمتلك «أفضل قائمة خلفية في العالم».
تأسست غاليمار في باريس عام 1911 على يد غاستون غاليمار (1881 ـ 1975)، تحت اسم دار نشر المجلة الفرنسية الجديدة (بالفرنسية: Les Éditions de la Nouvelle Revue Française)، وفي عام 2012 ـ بعد نحو قرن من تأسيسها ـ اشترت غاليمار مجموعة فلاماريون للنشر (بالفرنسية: Groupe Flammarion) بباريس.
تبوأت الدار مكانة مرموقة في الحياة الثقافية والأدبية الفرنسية، ونشرت أعمال الفيلسوف الفرنسي جان بول سارتر، والفيلسوف ميشيل فوكو، وأبرزت كتاب وكاتبات جدد. كما اهتمت بالنشر للغات وآداب وفلسفة غير فرنسية، كأعمال فرانز كافكا، مارغريت ميتشيل، وآلان وسيغموند فرويد. وأصدرت أعمالا نالت شهرة بالغة كرواية (الغريب) ألبير كامو، (أسطورة سيزيف)، إلى جانب أعمال ألمانية كلاسيكية كأشعار غوته.
يحوز أنطوان غاليمار حفيد غاستون أغلبية أسهم الدار.

## التاريخ
أسس كل من جاستون غاليمار (1881-1975) وأندريه جيد (1869-1951) وجان شلمبرجير (1877-1968) دار النشر في 31 مايو 1911 في باريس تحت اسم «منشورات المجلة الفرنسية الجديدة» (بالفرنسية: Les Éditions de la Nouvelle Revue Française (NRF)).
كانت المجلة الفرنسية الجديدة قد تأسست في عام 1909، من قبل مجموعة أدباء وكتّاب، بمبادرة من الروائي أندريه جيد.
نكانت الكتب الثلاثة الأولى قد نُشرت عام 1911 بغلاف قشدي اللون بحواف حمراء وسوداء مختومة بالحروف NRF.
منذ تأسيسها في 31 مايو 1911 وحتى يونيو 1919، نشرت المجلة الفرنسية الجديدة مائة عنوان ومنها أشعار بول فاليري La Jeune Parque. نشرت المجلة المجلد الثاني من البحث عن الزمن المفقود ، في ظل الفتيات الصغيرات المُزهرة (بالفرنسية: À l'ombre des jeunes filles en fleurs)، والذي أصبح أول كتاب مُتوّج بجائزة غونكور تنشره الشركة. اعتمدت المجلة الفرنسية الجديدة اسم «مكتبة غاليمار» (بالفرنسية: Librairie Gallimard) في عام 1919.
أثناء احتلال فرنسا في الحرب العالمية الثانية، استضاف الشاعر جو بوسكيه غاستون غاليمار في قرقشونة. عاد إلى باريس في أكتوبر 1940 للدخول في مفاوضات مع السلطات الألمانية النازية، التي كانت ترغب في السيطرة على شركة النشر الخاصة به. تم الاتفاق على بقاء غاستون غاليمار على رأس شركته إذا تعاون مع السلطات ونشر كتابات مؤيدة للنازية.
وضعت دار النشر تحت الرقابة المباشرة للسفارة الألمانية في باريس، وفُرض على غاليمار تعيين الكاتب بيير دريو دو لاروشيل (1893-1945) المتعاون مع النازيين مديرًا للمجلة الفرنسية الجديدة. وعليه سمح لاروشيل لمؤيدي التعاون مع النازيين بالنشر في صفحات المجلّة وأغلقها أمام معارضيه. وانتهى الأمر بإغلاق المجلة في عام 1943.

## الكاتالوج
من بين المؤلفين الأكثر مبيعًا في دار غاليمار للنشر ألبير كامو (29 مليون نسخة)، وأنطوان دي سانت إكزوبيري (26.3 مليون نسخة)، وجي كي رولينغ (سلسلة هاري بوتر 26 مليون نسخة). ومن بين المؤلفين المهمين الآخرين سلمان رشدي ورولد دال ومارسيل بروست ولويس فرديناند سيلين وفيليب روث وجورج أورويل وجاك كيرواك وبابلو نيرودا وجون شتاينبك.
اعتبارًا من عام 2011، نشرت الدار لـ 36 فائزًا بجائزة غونكور، و38 كاتبًا حصلوا على جائزة نوبل في الأدب، وعشرة كتاب حصلوا على جائزة بوليتسر. في عام 2010، بلغ حجم مبيعات الشركة 200 مليون يورو، وأكثر من 1000 موظف.

## غاليمار بالأرقام
- العناوين المنشورة في 2004
- حجم الأعمال (في 2010): 240 مليون يورو[18]
- القوى العاملة (في 2011): أكثر من 1٬000 موظف[19]
- أكبر ثلاث نجاحات له هي: رواية الأمير الصغير لأنطوان دو سانت إكزوبيري ورواية الغريب وورواية الطاعون من تأليف ألبير كامو.[20]

## الجوائز الأدبية الأساسية
جائزة غونكور:
- 1919 : مارسيل بروست، في ظل الفتيات الصغيرات المزهرة[الفرنسية]
- 1923 : لوسيان فابر، Rabevel ou le Mal des ardents
- 1924 : تييري ساندر  [لغات أخرى]‏، Le Chèvrefeuille, le Purgatoire, le Chapitre XIII
- 1926 : هنري ديبيرلي  [لغات أخرى]‏، تعذيب فيدرا[22]
- 1927 : موريس بيدل، جيروم، 60 درجة شمالاً[23]
- 1929 : مارسيل أرلند، L'Ordre اقتبس منه فيلم بنفس العنوان[24]
- 1932 : غي مازيلين، الذئاب[25]
- 1933 : أندريه مالرو، الحالة البشرية
- 1939 : فيليب إريا، الأطفال المدللون
- 1941 : هنري بورا، ريح مارس
- 1942 : مارك برنارد، مثل الاطفال
- 1943 : ماريوس غروت، Passage de l'homme
- 1949 : روبرت مرلي، Week-end à Zuydcoote
- 1950 : بول كولن، الألعاب البرية
- 1952 : بياتريكس بيك، ليون موران، كاهن
- 1953 : بيير غاسكار، Les Bêtes
- 1954 : سيمون دي بوفوار، Les Mandarins
- 1956 : رومان جاري، جذور السماء
- 1957 : روجر فايان، القانون
- 1958 : فرانسيس والدر  [لغات أخرى]‏، سان جيرمان أو المفاوضات
- 1961 : جان كو  [لغات أخرى]‏، رحمة الله
- 1962 : آنا لانغفوس  [لغات أخرى]‏، أمتعة الرمل
- 1965 : جاك بوريل، الولع
- 1967 : أندريه بيير دي مانديارغ  [لغات أخرى]‏، الهامش
- 1969 : فيليسيان مارسو  [لغات أخرى]‏، Creezy
- 1970 : ميشيل تورنيه، ملك الألدريين
- 1974 : باسكال لين، صانعة الدانتيل
- 1978 : باتريك موديانو، شارع محلات الظلام
- 1985 : يان كيفيليك، حفلات الزفاف البربرية.[26]
- 1992 : باتريك شاموزو، تكساكو
- 1998 : بول كونستان، الثقة بالثقة
- 2000 : جان جاك شول، Ingrid Caven
- 2001 : جان كريستوف روفان، البرازيل الحمراء
- 2006 : جوناثان ليتيل، الخيرات
- 2009 : ماري ندياي، ثلاث نساء قويات
- 2011 : الكسيس جيني، فن الحرب الفرنسي
- 2016 : ليلى السليماني، أغنية هادئة
- 2020 : هيرفيه لو تيلير، الشذوذ